# Conte Verlag
Der Conte Verlag ist ein deutscher Verlag für Belletristik und Sachbücher mit Sitz in St. Ingbert.

## Geschichte
Der Verlag wurde 2001 von Roland Buhles (1958–2013) und Stefan Wirtz in Saarbrücken gegründet. Nach dem Tod von Roland Buhles wurde der Verlagssitz nach Oberwürzbach, einen Stadtteil von St. Ingbert, verlegt. Conte ist Mitglied der Kurt Wolff Stiftung.

## Programmbereiche
Der Conte Verlag verlegt Belletristik und Sachbücher in verschiedenen Reihen. Einen Schwerpunkt bildet die Thematisierung des Saar-Lor-Lux-Raumes, besonders die Region Lothringens und der Grenze. Darüber hinaus pflegt der Verlag eine Krimireihe.

## Autoren (Auswahl)
- Jean Amila (1910–1995)
- Lilo Beil (1947–2025)
- Klaus Bernarding (1935–2022)
- Martin Bettinger (* 1957)
- Kurt Bohr (* 1947)
- Wolfgang Brenner (* 1954)
- Şinasi Dikmen (* 1945)
- Reinhard Febel (* 1952)
- Werner Freund (1933–2014)
- Gunter Gerlach (* 1941)
- Xavier Grall (1930–1981)
- Dieter Gräbner (1939–2021)
- Jörg W. Gronius (* 1952)
- Theobald Hock (1573–nach 1624)
- Holger Höcke (* 1962)
- Stefan Hüfner (1935–2013)
- Marcus Imbsweiler  (* 1967)
- Ulrike Kolb (* 1942)
- Uwe Kraus (* 1979)
- Gaston Leroux (1868–1927)
- Itamar Levy (* 1956)
- Frank P. Meyer (* 1962)
- Kerstin Rech (* 1962)
- Guido Rohm (* 1970)
- Dieter Paul Rudolph (1955–2017)
- Friedrich Schiller (1759–1805)
- Elke Schwab (* 1964)
- Gerhard Tänzer (1937–2025)
- André Weckmann (1924–2012)[7]